# Клеарх
Клеарх, син на Рамфиос – един от най-известните спартански пълководци, споменаван от редица историци като Тукидид, Ксенофонт, Диодор и др.
Биографията на Клеарх, която Ксенофонт излага в ”Анабазис” (2., 6., 1-5), е предадена правилно, с изключение на онзи период от живота му от последните години на Пелопонеската война до запознанството му с Кир Млади. Издигайки се като талантлив пълководец в Пелопонеската война, през 408/7 г. претърпява неуспех в защитата на обсадения от атиняните Византион (в негово отсъствие градът е предаден на враговете от няколко жители). През 403 г. Клеарх е изпратен от ефорите във Византион в качеството си на хармост (наместник или военен комисар, изпращан по градовете от Спарта за надзор и охрана на нейните интереси). Мъстейки за своя предишен неуспех, Клеарх проявява такава жестокост към византийците, че ефорите изпращат войска, която да го прогони от този град. Клеарх се оттегля в Тракия в изгнание, а ефорите задочно му издават смъртна присъда за неговото неподчинение. Ксенофонт, който високо цени Клеарх, премълчава тези позорни факти от неговата биография. Клеарх е типичният за онова време военен авантюрист, който се стреми към власт чрез военна кариера.